# Drasteriodes eurytaenia
Drasteriodes eurytaenia är en fjärilsart som beskrevs av Edward P. Wiltshire 1979. Drasteriodes eurytaenia ingår i släktet Drasteriodes och familjen nattflyn. Inga underarter finns listade i Catalogue of Life.